# 2313 Aruna
2313 Aruna је астероид главног астероидног појаса са пречником од приближно 15,54 .
Афел астероида је на удаљености од 2,923 астрономских јединица (АЈ) од Сунца, а перихел на 1,990 АЈ.
Ексцентрицитет орбите износи 0,189, инклинација (нагиб) орбите у односу на раван еклиптике 1,833 степени, а орбитални период износи 1406,884 дана (3,851 године).
Апсолутна магнитуда астероида је 12,90 а геометријски албедо 0,050.
Астероид је откривен 15. октобра 1976. године.